# Cornelius a Lapide

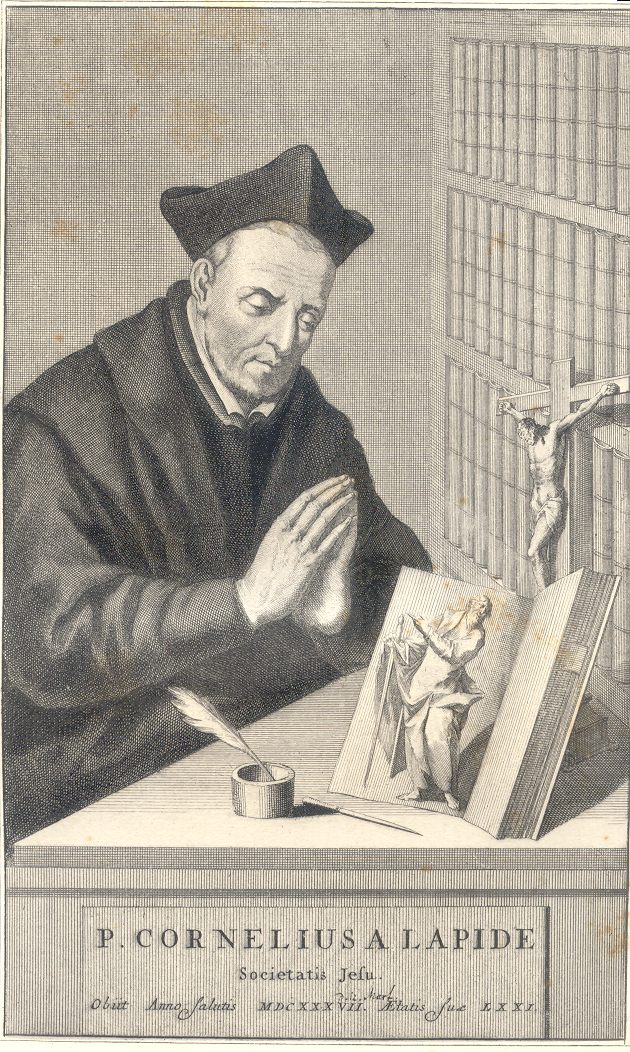
Cornelius a Lapide

Cornelius Cornelii a Lapide, Latijn voor Cornelis Cornelissen van den Steen (Bocholt, 1567 - Rome, 1637) was een Vlaams jezuïtisch geleerde.
Hij studeerde humane wetenschappen en filosofie in Maastricht, Keulen, de Universiteit van Dowaai en Leuven. Aan deze laatste universiteit doceerde hij ook filosofie en Hebreeuws.
In 1613 trok hij naar Rome waar hij Hebreeuws bleef doceren.
Na zijn dood is hij samen met een aantal andere religieuze geleerden apart begraven, met de gedachte dat een heiligverklaring niet veraf zou zijn. Zo zou men achteraf gemakkelijk de lichamen kunnen terugvinden voor relikwieën. Voor geen van deze groep is echter ooit zelfs een zaligverklaring gevolgd.
Zijn belang situeert zich vooral in zijn Bijbelcommentaren die zowel door rooms-katholieken als door protestanten werden geapprecieerd.

## Bibliografie

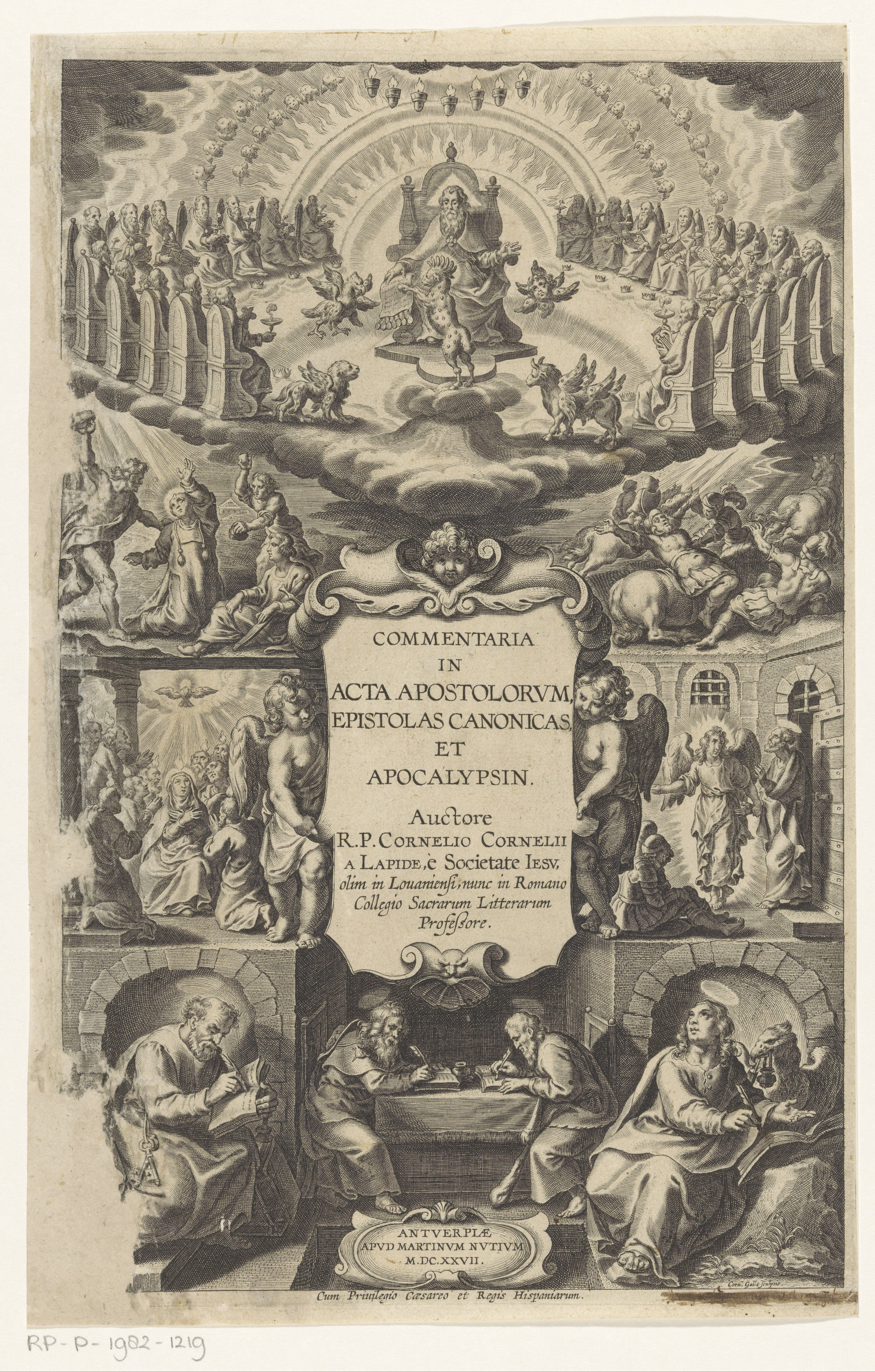
Titelpagina voor: Cornelius a Lapide. Commentaria in acta apostolorum. Antwerpen: Nutius, Martinus (III), 1627.